# Eduard Ellrich
Eduard Abraham Lincoln Ellrich (* 13. März 1869 in Altona; † 13. November 1945 in Waren) war ein deutscher Politiker (SPD).

## Leben
Nach dem Besuch der Mittelschule in Altona war Eduard Ellrich von 1906 bis 1920 Buchhalter in Waren. In Waren war er zusätzlich stellvertretender Sprecher der Bürgerversammlung. 1919 wurde er Mitglied im Verfassunggebenden Landtag von Mecklenburg-Schwerin.